# Kańsk
Kańsk (ros. Канск) – miasto w azjatyckiej części Rosji, w Kraju Krasnojarskim, nad rzeką Kan (dopływ Jeniseju), na wschód od Krasnojarska. Założone w 1628 roku. Około 88 tys. mieszkańców (2020). Ośrodek wydobycia węgla, a także przemysłu bawełnianego oraz żywnościowego. W mieście znajduje się baza lotnicza, przebiega przez nie również kolej transsyberyjska.
W 1919 urodził się tutaj Wacław Furmańczyk – polski architekt, wykładowca akademicki i żołnierz ZWZ-AK.
5 stycznia 1985 roku, przy ulicy Anieli Krzywoń, odsłonięto jej pomnik.
Od 2011 miasto jest siedzibą eparchii kańskiej.
W mieście rozwinął się przemysł włókienniczy, drzewny, maszynowy, metalowy oraz spożywczy.

## Kultura
Od 2002 roku miasto jest gospodarzem Międzynarodowego Festiwalu Wideo w Kańsku.
Znajduje się tu Kański Teatr Dramatyczny, Miejski Ośrodek Kultury, ośrodek młodzieżowy, filia Miejskiego Ośrodka Kultury w Budovnichy.
W mieście działają dwie dziecięce szkoły muzyczne. Na czele jednej ze szkół stała czcigodna postać kultury RFSRR Larisa Petrovna Kryuchkova, która ukończyła Krasnojarską Szkołę Muzyczną w klasie nauczyciela Godina, ucznia wybitnego rosyjskiego tenora P.I. Słowcowa, pochodzącego z Kana. ...
Muzea
W 1922 roku otwarto Kanyan Museum of Local Lore. Do 1990 roku znajdował się w budynku Katedry Świętej Trójcy. Obecnie mieści się w odrestaurowanym budynku pierwszego kina Furor w Kańsku.